# Икосифинисса
Икосифи́нисса, Коси́ница, Ко́сница (греч. Εικοσιφοίνισσα, Κοσίνιτζα, Κόσνιτζα) — действующий женский монастырь Драмской митрополии Элладской православной церкви, расположенный в одном из ущелий на северном склоне горы Пангеон в общине (диме) Амфиполис в периферийной единице Сере в периферии Центральная Македония у границы с периферийной единицей Кавала в Восточной Македонии и Фракии, в 33 километрах от Кавалы и в 35 километрах от Драмы. Находится на высоте 753 метров. В монастыре живут 24 монахини по переписи 2011 года.
Один из старейших греческих монастырей в Восточной Македонии, центр греческого православия и просвещения, а также повстанческой деятельности греков-македонян.
Монастырь был ограблен болгарскими войсками в годы Первой мировой войны, по образному выражению Вселенского патриарха Варфоломея, «единоверными налётчиками с Севера». Украденные реликвии по сегодняшний день остаются в Софии, что является предметом греко-болгарских межцерковных и дипломатических трений.

## Создание монастыря
Первоначальный монастырь был создан при жизни епископа Филипп Созона, который принял участие в Четвёртом Вселенском Соборе (451 год). Согласно церковным преданиям, епископ Созон создал, около 450 года храм и монастырский комплекс в местности Вигла, недалеко от сегодняшнего монастыря. Однако этот монастырский комплекс с годами был заброшен и нынешний монастырь, по существу, был основан Святым Германом, в VIII веке.

## Имя монастыря
Имеются 3 этимологические версии о происхождении имени монастыря:
- ктитор монастыря, Св. Герман, находясь вблизи Монастыря Святого Иоанна Крестителя, в Палестине, в маленьком оазисе с 20 пальмами (греч. είκοσι (20) φοίνικες — икоси финикес), получил поручение от ангела Богородицы возвести монастырь. В память об этой местности он назвал монастырь Панагия Икосифинисса (Παναγία η Εικοσιφοίνισσα — Богородица Двадцатипальмовая).
- известный греческий поэт и хронограф XVIII века Кесарий Дапонтес (1783—1784) именовал монастырь Коссифиница (Κοσσυφινίτσα), ссылаясь на предание, согласно которому чёрный дрозд (греч. κότσυφας — ко́цифас или κόσσυφος — ко́сифос) привёл Св. Германа к месту, где и по сегодняшний день бьёт ключ Св. Воды под часовней Св. Варвары.
- игумен монастыря Хрисанф в 1782 году писал, что в то время как Св. Герман после возведения монастыря искал пригодную доску для написания иконы Богородицы, она (Богородица) чудесным образом представила ему по сегодняшний день сохранившуюся икону, которая сверкала и излучала свет финикун (греч. φοινικούν — то есть красноватый свет), откуда (икон-финисса), согласно игумену и происходит сегодняшнее имя Икосифиннисса.

## Ктитор монастыря
Согласно церковным преданиям, Св. Герман, после своего пребывания монахом в Монастыре Святого Иоанна Крестителя, на реке Иордан, оставил Палестину и пришедшим к нему видением прибыл к местности Вигла на горе Пангеон на границе Центральной и Восточной Македонии около 718 года. Там он обнаружил развалины старых строений постройки Созона. Он начал строить новый монастырь, но собранных для строительства денег было недостаточно, для того чтобы расплатиться с мастерами, в результате чего Германа окровавленного повезли в город Драма судить. По дороге раненного Святого встретили направлявшиеся в Сербию, в качестве посланников императора  Василия I Македонянина, константинопольские чиновники Нико́лаос и Нео́фитос. Чиновники расплатились с мастерами и освободили Святого. В дальнейшем они распродали своё имущество и стали монахами в монастыре, рядом с Св. Германом.

## Новейшая история монастыря[6]
В течение многих веков история монастыря остаётся в тени. Археологические данные свидетельствуют о том, что кафоликон монастыря был заново отстроен в XI веке.
Монастырь стал ставропигийным по сигилию патриархов Симеона Трапезундского и Максима III, то есть прямым образом был зависим от Вселенского патриарха.
Монастырь пережил новый расцвет в 1472 году, когда в нём обосновался ушедший со своего поста Вселенский патриарх Дионисий I.
По этой причине Дионисий был назван вторым ктитором монастыря и церковь провозгласила его святым.
Патриаршьи сигилии монастырю издали также Вселенские патриархи: Иеремия I (1544), Митрофан III (1567) и Ι Иеремия II (1573).
В 1610 году монастырь посетил митрополит Мир Матфей, который был соавтором канона Панагии Ахиропиитос.
В 1798 году, после своего первого патриаршего периода, в монастырь был сослан будущий национальный мученик и святой Григорий V (патриарх Константинопольский).
В целом в османский период вклад монастыря в сохранении православия и эллинизма в Восточной Македонии является бесценным, в результате чего монастырь многократно был разрушен налётами турок и болгар.
25 августа 1507 года, турки вырезали 172 монахов монастыря, раздражённые деятельностью монастыря по сохранению греческого характера региона.
Тремя годами позже сюда прибыли 10 монахов из Ватопедского монастыря Святой горы, для воссоздания монастыря.
Накануне и в годы Греческой революции (1821—1829), монастырь был национальным и духовным центром эллинизма и его игумены тесно сотрудничали с греческим клефтом и пиратом Никоцарасом (1774—1807) и вождём Греческой революции в Македонии Эммануилом Паппасом.
Монастырь серьёзно пострадал от землетрясения в 1829 году, сгорел в 1854 году и в 1864 году эпидемия чумы почти уничтожила монашеское братство.
До 1843 года в монастыре функционировала школа, под названием Школа общего образования или Греческая школа.
В начале XX века и на протяжении немногих десятилетий там функционировала Сельскохозяйственная школа, в которой преподавали 3 агронома.
Епископ Амфиполя Прокопий, прибыл в монастырь в 1898 году в качестве экзарха Вселенского патриарха с целью восстановить единство и мир в монашеском братстве. Впоследствии Прокопий стал митрополитом малоазийского Икония, где и принял смерть мученика в 1922 году.
Митрополит Драмский Хризостом, впоследствии митрополит Смирны, где и принял смерть мученика во время Резни в Смирне, проявил большое внимание к монастырю и оказал ему моральную и материальную поддержку в годы своей службы в Драмской митрополии (1902—1910).
Ризница монастыря хранила множество ценных церковных реликвий. Значительной была библиотека монастыря. До ограбления её болгарами в 1917 году, библиотека насчитывала 1300 томов, из которых 400 были рукописями.
Примечательно как рассматривает деятельность монастыря болгарский политик и географ Васил Кынчев: «В конце XIX и начале XX веков монастырь был одним из центров эллинизма в Восточной Македонии, активно содействуя эллинизации местных болгар».
В годы Первой мировой войны, в Великий Понедельник 27 марта 1917 года, болгарский командир иррегулярных войск Тодор Паница, ограбил монастырь, забрал большинство реликвий и перевёз их в Софию, где они и хранятся по сегодняшний день в Национальном историческом музее, несмотря на капитуляцию Болгарии в войне. В июне того же года болгарские солдаты вынудили монахов покинуть монастырь.
В 1923 году директор Византийского музея Афин, и профессор Византийской археологии Георгиос Сотириу приехал в Софию, требуя возвращения украденных реликвий (907 предметов церковного назначения, 430 рукописных кодексов, 467 других рукописей, и т. д.), из которых были возвращены только 7.
- Две реликвии святого  Дионисия I , патриарха Константинопольского, конец XVIII века, Национальный исторический музей Болгарии , София
- Серебряный сосуд хранения даров, XVIII век, Национальный исторический музей Болгарии, София

В годы Второй мировой войны, болгары вернулись в Восточную Македонию, в качестве союзников Гитлеровской Германии.
12 июля 1943 года, болгарские оккупанты сожгли весь монастырь. Последним игуменом мужского монастыря Панагии Икосифиниссис был иеромонах Григорий (Кацивакис), в 1956 году.
После окончания Второй мировой войны игумен попытался построить обитель игумена и небольшое здание для гостей. Основную тяжесть восстановления монастыря принял на себя покойный Митрополит Драмский Дионисий (Кирацос), который с 1965 года и до самой своей смерти проявлял личную заботу о этом историческом монастыре.

## Монастырский комплекс
Весь монастырь окружён высокой стеной. В центре находится храм Девы Марии. В первой и основной части монастыря находится кафоликон, который и является старейшим строением монастыря, обитель игумена, монашеские кельи, богадельня, часовня Св. Варвары с водным ключом, музей, трапеза и мастерские вышивания и иконописи. Во вторую часть монастырского комплекса включены 3 здания для гостей, пресвитерий для служащего в монастыре священника и часовня Животворного Источника.

## Кафоликон Монастыря
Кафоликон, посвящённый Деве Марии, — крестообразного купольного типа с 4 колоннами. Состоит из притвора (экзонартикас) внутреннего нефа (эсонартикас) и основного храма. Купола держатся на 4 мраморных колоннах. Искусный резной по камню основной вход построен в 1838 году. Притвор полностью расписан и изображает ктиторов монастыря в полный рост. Иконостас представляет собой резьбу по ценному дереву и выполнен мастерами с греческого острова Хиос.
Хиосцам понадобилось 22 года (1781—1803) чтобы завершить его. Также с резьбой по дереву выполнен трон епископа. В правой части кафоликона находится витрина с серебряными реликвариями, в которых хранятся десятки священных останков.

## Монастырь сегодня
Сегодняшний монастырь — женский и в нём проживают 24 монахини по переписи 2011 года. Монастырь отмечает память первого ктитора Св. Германа и двух константинопольских вельмож Николаоса и Неофитоса 22 ноября, а на следующий день память своего второго ктитора Дионисия I.
Монастырь празднует также 15 августа, в память Богородицы, 14 сентября, в память Воздвижения Креста Господня и вновь, 21 ноября, в память Девы Марии.
Перед монастырём воздвигнут памятник 172 монахам убитым турками в 1507 году.